# Liste der denkmalgeschützten Objekte in Kryry
Grundlage dieser Liste der denkmalgeschützten Objekte in Kryry ist die ÚSKP-Liste (Ústřední seznam kulturních památek České republiky, deutsch Zentrale Liste der Kulturdenkmäler der Tschechischen Republik), die von der tschechischen Denkmalschutzbehörde NPÚ (Národní památkový ústav, deutsch Nationale Denkmalbehörde) seit 1987 geführt wird und an die seit dem Jahr 1850 geschaffenen Listen anschließt.

## Denkmalgeschützte Objekte in Kryry nach Ortsteilen

### Kryry(Kriegern)
| Lage                                      | Objekt                                               | Beschreibung | ÚSKP-Nr.                  | Bild           |
| ----------------------------------------- | ---------------------------------------------------- | --- | ------------------------- | -------------- |
| Kryry 12 (Standort)                       | Haus Nr. 12                                          | Stadthaus | 43243/5-1215 Info Katalog | Haus Nr. 12    |
| Kryry (Standort)                          | Kirche Mariä Geburt (Kostel Narození Panny Marie)    | Pfarrkirche Mariä Geburt – Barockkirche, errichtet 1722 während der Regierungszeit von Walter Xavier Dietrichstein an der Stelle der ursprünglichen gotischen Kirche, die während der Hussitenkriege zerstört wurde, Umbauten erfolgten 1780 und im 19. Jahrhundert.                      | 43069/5-1212 Info Katalog | weitere Bilder |
| Kryry, (Standort)                         | Schillerwarte (Schillerova rozhledna)                | Schillerwarte, errichtet 1905/06 auf dem ehemaligen Burgberg Kozihrady (383 m) | 101057 Info Katalog       | weitere Bilder |
| Kryry, u Schillerovy rozhledny (Standort) | Wallburg Kryry (Hradiště)                            | Ehem. Burg Kriegern, auf dem Berg Kozí hrady über der Stadt, wo jetzt die Schillerwarte steht. Die Wallburg wurde vermutlich in der ersten Hälfte des 14. Jahrhunderts gegründet und im 15. Jahrhundert wieder aufgegeben.                                                                | 43729/5-1214 Info Katalog | weitere Bilder |
| Kryry, (Standort)                         | Kreuzwegstation (Sedm zastavení Bolestí Panny Marie) | Kreuzweg der sieben Schmerzen Mariens, urspr. gab es sieben Kreuzwegstationen auf dem Kreuzweg von der Kirche zum Ziegenberg, jetzt nur noch Fragmente. Die einzig erhaltene siebte Station steht auf dem Hügel neben dem Aussichtsturm, mit Bildern in der vorderen und hinteren Nische. | 53918/5-1213 Info Katalog | weitere Bilder |

### Běsno (Wießen)
| Lage                           | Objekt                                        | Beschreibung | ÚSKP-Nr.                  | Bild           |
| ------------------------------ | --------------------------------------------- | --- | ------------------------- | -------------- |
| Běsno 40 (Standort)            | Speicher (Sýpka)                              | Getreidespeicher von 1740, ein zweistöckiges, rechteckiges Backsteingebäude, in dem Getreide gelagert wurde, mit einem Satteldach versehen, an der Durchgangsstraße am Rande des Dorfes. | 43018/5-1447 Info Katalog | weitere Bilder |
| Běsno, am Dorfplatz (Standort) | Kirche St. Nikolaus (Kostel svatého Mikuláše) | Kirche St. Nikolaus (urspr. als Kirche St. Adalbert bezeichnet) | 105139 Info Katalog       | weitere Bilder |

### Stebno (Steben)
| Lage                                 | Objekt                                                        | Beschreibung | ÚSKP-Nr.                  | Bild                     |
| ------------------------------------ | ------------------------------------------------------------- | --- | ------------------------- | ------------------------ |
| Stebno (Standort)                    | Kirche St. Johannes der Täufer (Kostel svatého Jana Křtitele) | Kirche St. Johannes der Täufer (1656) mit Umfassungsmauer, im Jahr 1732 umgebaut und erweitert, Kirchenschiff mit einem schmaleren Presbyterium, an dessen Seiten befinden sich die Sakristei und der Kirchturm mit einer Laterne. | 43241/5-1438 Info Katalog | weitere Bilder           |
| Stebno, am Dorfplatz (Standort)      | Säule mit Nepomukstatue                                       | Säule mit Nepomukstatue aus Sandstein (1709) | 42956/5-1439 Info Katalog | Säule mit Nepomukstatue  |
| Stebno, u švédského kříže (Standort) | Sühnekreuz (Smírčí kříž)                                      | Sühnekreuz | 105879 Info Katalog       | Sühnekreuz (Smírčí kříž) |

### Strojetice (Strojetitz)
| Lage                    | Objekt                                                    | Beschreibung             | ÚSKP-Nr.                  | Bild                         |
| ----------------------- | --------------------------------------------------------- | ------------------------ | ------------------------- | ---------------------------- |
| Strojetice (Standort)   | Kirche Mariä Himmelfahrt (Kostel Nanebevzetí Panny Marie) | Kirche Mariä Himmelfahrt | 43106/5-1444 Info Katalog | weitere Bilder               |
| Strojetice 1 (Standort) | Gasthaus (Zájezdní hostinec)                              | Gasthaus                 | 42560/5-1446 Info Katalog | Gasthaus (Zájezdní hostinec) |